# Tử hình ở Perú
Hình phạt tử hình ở Perú được sử dụng lần cuối vào năm 1979. Từ năm đó, án tử hình đã được bãi bỏ đối với các tội phạm thông thường.

## Sử dụng
Hình phạt tử hình hiện chỉ hợp pháp trong thời gian quốc tế hoặc nội chiến, với một số hạn chế nhất định. Bản án tử hình trong thời gian này được cho phép đối với các tội phạm cụ thể và chỉ có thể được áp dụng bởi các tòa án quân sự trong các tình trạng chiến tranh. Việc thi hành được thực hiện bởi một đội bắn và được phép đối với sáu tội phạm cụ thể (nếu được thực hiện trong thời chiến):
- Phản quốc
- Diệt chủng
- Tội ác chống lại loài người
- Khủng bố
- Tội ác chiến tranh
- Giết người

Hiến pháp quốc gia này cho phép khôi phục hình phạt tử hình cho khủng bố thời bình. Đầu năm 2007, Tổng thống Alan García đề xuất rằng án tử hình sẽ được khôi phục cho tội ác này, nhưng dự luạtnaàyy đã bị từ chối.